# Port-sur-Seille
Port-sur-Seille is een gemeente in het Franse departement Meurthe-et-Moselle (regio Grand Est) en telt 193 inwoners (1999). De plaats maakt deel uit van het arrondissement Nancy.

## Geografie
De oppervlakte van Port-sur-Seille bedraagt 6,3 km², de bevolkingsdichtheid is 30,6 inwoners per km².
De onderstaande kaart toont de ligging van Port-sur-Seille met de belangrijkste infrastructuur en aangrenzende gemeenten.

## Demografie
Onderstaande figuur toont het verloop van het inwonertal (bron: INSEE-tellingen).